# Dana Dragomir
Dana Dragomir, alias Pandana née le 22 juillet 1964 à Bucarest, est une musicienne suédoise d'origine roumaine. Elle est principalement connue pour son grand succès avec l’interprétation de la chanson Mio My Mio écrite par Benny Andersson de ABBA.

## Biographie
Dana Dragomir est la première joueuse professionnelle de flûte de Pan au monde. Véritable maître de son instrument, Dana est connue comme la reine de la « flûte de Pan ».
Elle a vendu plus d'un million d'albums en Scandinavie et plusieurs millions d'albums dans le monde. Ses disques sont publiés dans beaucoup de pays, dont certains sous le nom de PanDana. Dana est l'artiste instrumentale la plus vendue en Scandinavie. Elle est considérée comme la meilleure artiste instrumentale du pays.
En 1985, à 21 ans, elle a quitté la Roumanie pour un contrat de 3 ans à Las Vegas, ou son manager avait de grands projets pour elle. C'était la fin de l'ère Ceaușescu, et la Securitate ne la laissait quitter le pays qu'à condition d’espionner pour eux. Mais Dana Dragomir n'avait aucune intention de revenir en Roumanie. Son départ a eu de lourdes conséquences pour ses parents, qui ont tous deux perdu leurs emplois. Elle retournera en Roumanie pour la première fois en 1990, après la chute de Ceauşescu.
Le « projet États-Unis » se développe trop lentement par rapport à son talent et son dynamisme artistique. Elle quitta donc les États-Unis et son manager pour s'installer en Suède. Sa grande percée est survenue en 1991 avec son interprétation de Mio min Mio, une chanson initialement composée en 1987 pour le film Mio in the Land of Faraway par les deux anciens membres d'ABBA, Benny Andersson et Björn Ulvaeus. Sa version instrumentale est devenue un énorme succès et est restée dans le top Svensktoppen pendant dix semaines, parfois en première position,.
Dana Dragomir est mariée à Klas Burling, une personnalité de la radio et de la télévision suédoise, connu pour avoir amené les Beatles en Suède en 1963. Monsieur Burling est également son manager. Ils vivent dans le quartier d’Östermalm à Stockholm et ils ont une fille, Alexandra Burling, née en août 1994.

## Discographie

### Albums
| Année | Album                                        | Classement | Classement | Classement | Certifications (SWE) |
| Année | Album                                        | SWE        | NOR        | DEN        | Certifications (SWE) |
| ----- | -------------------------------------------- | ---------- | ---------- | ---------- | -------------------- |
| 1987  | Från Orup till Bellman with Merit Hemmingson | —          | —          | —          |                      |
| 1989  | Merry Christmas                              | —          | —          | —          |                      |
| 1991  | Fluty Romances                               | 26         | —          | —          | Gold                 |
| 1992  | Demiro                                       | 28         | —          | —          | Gold                 |
| 1995  | Panflöjts favoriter (with Gheorghe Zamfir)   | 21         | —          | —          |                      |
| 1996  | Pandana published by EMI Electrola           | 41         | —          | —          |                      |
| 1997  | Traditional                                  | —          | —          | —          |                      |
| 1999  | Favoriter                                    | —          | —          | —          |                      |
| 2000  | Pan Is Alive And Well                        | 40         | —          | —          |                      |
| 2007  | Älskade svenska visor                        | 22         | —          | —          |                      |
| 2011  | The best of me                               | 20         | —          | —          |                      |
| 2014  | Frost                                        | —          | —          | —          |                      |